# Chassalia christineae
Chassalia christineae är en måreväxtart som beskrevs av Mats Thulin och S.Mankt.. Chassalia christineae ingår i släktet Chassalia och familjen måreväxter.
Artens utbredningsområde är Tanzania. Inga underarter finns listade i Catalogue of Life.